# Salmi per il nostro tempo
Salmi per il nostro tempo è una raccolta di album in studio di Marcello Giombini, interpretato dal Clan Alleluia e pubblicata dalle Edizioni fonografiche e musicali Pro Civitate Christiana. Contiene 150 canti ispirati ai salmi, le cui partiture sono divise in 15 capitoli di 10 canti ciascuno. Ogni disco contiene un capitolo per facciata, per un totale di 20 canti.
Gli album sono stati registrati tra il 1969 e il 1972, agli studi International Recording e Meridiana Recording, entrambi a Roma.
Molti di questi canti vennero eseguiti nelle chiese e negli oratori di tutta Italia. Alcuni vengono cantati ancora oggi, ad esempio Io con voi, Se un uomo, Una voce mi diceva, Quando busserò, Il Signore è la luce, Voglio ringraziarti, Quando Cammino, Questa famiglia, Io ti chiedo perdono.

## Album
- Io con voi/Anche tu vedrai[1] (1969)
- Il suo cuore/I vecchi amici[2] (1969)
- Non vi conosco tutti/Ora capisco perché[3] (1969)
- È stato bello volare/Sento la tua mano[4] (1970)
- Amarti è una festa/Sei la casa[5] (1970)
- Tu sei ancora tra noi/Le stelle cantano canzoni[6] (1971)
- La strada è lunga/Voglio chiamarti papà[7] (1972)
- Corri, Signore, ho bisogno di aiuto/Amen[8] (1972)

## Epilogo
La seconda facciata dell'ultimo LP, sotto il titolo di Amen, la raccolta Salmi per il nostro tempo si chiude con un epilogo, dove il maestro Marcello Giombini ripropone al clavicembalo, organo e pianoforte le melodie dei suoi salmi più celebri, ripercorrendo così il percorso musicale del Clan Alleluia tra il 1969 e il 1972.